# Schmidtea lugubris
Schmidtea lugubris es una especie de tricládidos dugésidos que habita en lagos, arroyos y estanques de Europa.

## Descripción
Los especímenes de S. lugubris pueden llegar a medir hasta 20 mm de longitud aunque normalmente suelen ser más pequeños. La cabeza tiene una forma algo apuntada y presenta dos ojos juntos y próximos al margen anterior.

## Alimentación
Es una especie depredadora, alimentándose principalmente de pequeños invertebrados preferentemente de oligoquetos y también de gasterópodo, aunque también ataca a otras especies de tricládidos e incluso practica el canibalismo.

## Reproducción
La reproducción de S. lugubris es exclusivamente sexual. Pone huevos (o capullos) esféricos con un pedúnculo que engancha a piedras y otras superficies.